# 荒子車站
荒子站（日语：／ Arako eki */?）位於愛知縣名古屋市中川區吉良町。為名古屋臨海高速鐵道西名古屋港線（青波線）沿線車站之一，車站編號為AN04。全天皆有站務員管理本站，並兼管巡查小本車站與南荒子車站。
本站位於「尾張四觀音」之一的「荒子觀音」東北處。而由本站向西行約700公尺左右則可抵達名古屋市營地下鐵東山線之起點－高畑車站。

## 車站構造
為1面2線島式月台之高架車站設計。本站設置電梯1座以配合無障礙環境。
1號及2號月台則為了乘客們之安全起見，皆設置了可動式月台門。

### 月台配置
| 月台 | 路線    | 方向 | 目的地       |
| ---- | ------- | ---- | ------------ |
| 1    | ■青波線 | 下行 | 金城埠頭方向 |
| 2    | ■青波線 | 上行 | 名古屋方向   |

## 使用情況
| 年度               | 1日平均上車人次 |
| ------------------ | --------------- |
| 2004年（平成16年） | 953             |
| 2005年（平成17年） | 1,106           |
| 2006年（平成18年） | 1,241           |
| 2007年（平成19年） | 1,354           |
| 2008年（平成20年） | 1,428           |
| 2009年（平成21年） | 1,494           |
| 2010年（平成22年） | 1,577           |
| 2011年（平成23年） | 1,618           |
| 2012年（平成24年） | 1,675           |
| 2013年（平成25年） | 1,778           |
| 2014年（平成26年） | 1,887           |
| 2015年（平成27年） | 1,970           |
| 2016年（平成28年） | 2,004           |
| 2017年（平成29年） | 2,235           |
| 2018年（平成30年） | 2,296           |

## 相鄰車站
名古屋臨海高速鐵道
■西名古屋港線（青波線）
小本（AN03）－荒子（AN04）－（貨）名古屋貨物總站－南荒子（AN05）

## 外部連結
- 荒子站 （页面存档备份，存于） - 名古屋臨海高速鐵道